# Liste der Kulturgüter in Buchs AG
Die Liste der Kulturgüter in Buchs AG enthält alle Objekte in der Gemeinde Buchs im Kanton Aargau, die gemäss der Haager Konvention zum Schutz von Kulturgut bei bewaffneten Konflikten, dem Bundesgesetz vom 20. Juni 2014 über den Schutz der Kulturgüter bei bewaffneten Konflikten sowie der Verordnung vom 29. Oktober 2014 über den Schutz der Kulturgüter bei bewaffneten Konflikten unter Schutz stehen.
Objekte der Kategorie A und B sind im Gemeindegebiet nicht ausgewiesen, Objekte der Kategorie C fehlen zurzeit (Stand: 1. Januar 2023). Unter übrige Baudenkmäler sind weitere geschützte Objekte zu finden, die in der Bau- und Nutzungsordnung der Gemeinde verzeichnet und nicht bereits in der Liste der Kulturgüter enthalten sind.

## Kulturgüter
| Foto |                                                                            | Objekt                                                       | Kat. | Typ | Standort                              | Beschreibung |
| ---- | -------------------------------------------------------------------------- | ------------------------------------------------------------ | ---- | --- | ------------------------------------- | --- |
| ja   | Datei hochladen · Wikidata zu Katholische Kirche St. Johannes (Q29575885)  | Katholische Kirche St. Johannes und Pfarrhaus KGS-Nr.: 16891 | A    | G   | Bühlstrasse 8, 8.1 647927 / 248621    | 1965 bis 1967 von Hanns Anton Brütsch erbautes Kirchengebäude, bildet zusammen mit Pfarrhaus und Pfarreihaus ein Ensemble. Repräsentatives Beispiel der skulpturalen Gestaltungsmöglichkeiten des Brutalismus. Ausstattung von Josef Rickenbacher und Wandmalerei von Willy Helbling. |
| ja   | Datei hochladen · Wikidata zu Speicher (Q29575887)                         | Speicher KGS-Nr.: 15316                                      | B    | G   | Fabrikweg 2.2 648283 / 248953         | Im frühen 17. Jahrhundert erbauter Getreidespeicher. Zweigeschossiger Blockbau unter Satteldach mit vorkragender Obergeschosslaube. |
| BW   | Datei hochladen · Wikidata zu Lienhard-Rüsch-Haus mit Speicher (Q29575886) | Lienhard-Rüsch-Haus mit Speicher KGS-Nr.: 15318              | B    | G   | Gysistrasse 2, 2.1 648002 / 248858    | Um 1700 erbautes Wohnhaus, 1830/40 in Biedermeier-Formen umgestaltet. Daran angrenzend ein 1765 erbauter Getreidespeicher, ein Ständerbau auf Schwellenkranz mit Obergeschosslaube.                                                                                                   |
| ja   | Datei hochladen · Wikidata zu Alte Turnhalle (Q29575883)                   | Alte Turnhalle KGS-Nr.: 15319                                | B    | G   | Lenzburgerstrasse 222 648115 / 248873 | 1901 erbaute Turnhalle und Gemeindesaal. Längsrechteckiger zweigeschossiger Bau mit Walmdach und repräsentativem Giebelrisalit. |

## Übrige Baudenkmäler
| ID  | Foto |                 | Objekt                     | Typ | Standort                             | Beschreibung |
| --- | ---- | --------------- | -------------------------- | --- | ------------------------------------ | ------------ |
| 141 | BW   | Datei hochladen | Gemeindehaus               | G   | Mitteldorfstrasse 647961 / 248889    |              |
| 142 | BW   | Datei hochladen | Haus Lienhard (Dorfmuseum) | G   | Mitteldorfstrasse 648002 / 248859    |              |
| 144 | BW   | Datei hochladen | Altes Schulhaus            | G   | Lenzburgerstrasse 648152 / 248866    |              |
| 145 | BW   | Datei hochladen | Spittelhof                 | G   | Lenzburgerstrasse 49 648751 / 249145 |              |
| 146 | BW   | Datei hochladen | Altes Spritzenhaus         | G   | Oberdorfstrasse 648124 / 248665      |              |
| 151 | BW   | Datei hochladen | Wohnhaus                   | G   | Mitteldorfstrasse 43 647720 / 249007 |              |
| 156 | BW   | Datei hochladen | Fabrik (1830)              | G   | Mühliweg 648290 / 248848             |              |
| 158 | BW   | Datei hochladen | Wohnhäuser                 | G   | Bühlstrasse 3–7 648044 / 248579      |              |
| 159 | BW   | Datei hochladen | Hächlerhaus                | G   | Bachstrasse 10 648107 / 248506       |              |

Legende: Siehe Legende der Liste der Kulturgüter von nationaler und regionaler Bedeutung. Anstelle der KGS-Nummer wird als Objekt-Identifikator (ID) die Inventar- oder Gebäudenummer in der Bau- und Nutzungsordnung der Gemeinde verwendet.